# Monty Python’s Personal Best
Monty Python’s Personal Best (Perełki Monty Pythona / Osobisty wybór najlepszych skeczy Monty Pythona) - wyprodukowany w 2005 roku 6-odcinkowy miniserial telewizji PBS, którego emisję rozpoczęto 22 lutego 2006 roku. Pomysł na stworzenie miniserialu był wynikiem uzyskania przez PBS praw do rozpowszechniania serialu Latający cyrk Monty Pythona. By uczcić ten fakt, sieć telewizyjna poprosiła żyjących członków grupy Monty Python (Erica Idle’a, Terry’ego Jonesa, Terry’ego Gilliama, Michaela Palina oraz Johna Cleese’a) o wybór ich ulubionych skeczy z oryginalnego serialu telewizyjnego.
Każdy odcinek został zadedykowany jednemu z członków grupy, zaś odcinek poświęcony Grahamowi Chapmanowi, nieżyjącemu Pythonowi, stanowi hołd złożony pamięci jego twórczości. Oprócz archiwalnych skeczy cykl zawiera także nowe materiały, nakręcone zarówno w Stanach Zjednoczonych, jak i Wielkiej Brytanii. Każdy z odcinków został napisany przez jednego z komików, zaś nad odcinkiem, dedykowanym Grahamowi Chapmanowi, Pythoni pracowali wspólnie.
W listopadzie 2006 ukazało się wydanie serialu w Polsce na płytach DVD.

## Spis odcinków
- Eric Idle's Personal Best

Pierwsza emisja w telewizji PBS: 22 lutego 2006, godz. 21:00
- Graham Chapman's Personal Best

Pierwsza emisja w telewizji PBS: 22 lutego 2006, godz. 22:00
- John Cleese's Personal Best

Pierwsza emisja w telewizji PBS: 1 marca 2006, godz. 21:00
- Terry Gilliam's Personal Best

Pierwsza emisja w telewizji PBS: 1 marca 2006, godz. 22:00
- Michael Palin's Personal Best

Pierwsza emisja w telewizji PBS: 8 marca 2006, godz. 21:00
- Terry Jones' Personal Best

Pierwsza emisja w telewizji PBS: 8 marca 2006, godz. 22:00